# NBC
National Broadcasting Company (kratica NBC) je ameriška radiotelevizijska postaja v lasti Comcasta.